# Portman Square
Portman Square è una piazza giardino a Marylebone, nel centro di Londra, circondata da eleganti case a schiera. Era specifica per le abitazioni private affittate con contratti di locazione a lungo termine con un canone di locazione da parte della Portman Estate, che possedeva i giardini comunali privati. Segna l'estremità occidentale di Wigmore Street, che la collega a Cavendish Square a est.

## Storia

### Contesto e sviluppo
Fu costruita tra il 1765 e il 1784 su un terreno di proprietà di Henry William Portman.
Una caserma di fanteria, la Portman Square Barracks, fu costruita tra Portman e Orchard Street e fu demolita intorno al 1860.
All'estremità orientale del giardino, che segna così un'estremità di Baker Street e di Orchard Street (un breve collegamento a Oxford Street), si trova la fontanella Hamilton Memorial. Questa è stata donata da Mariana Augusta, sotto gli auspici della Metropolitan Drinking Fountain and Cattle Trough Association, in onore del suo defunto marito Sir John James Hamilton, II baronetto, per breve tempo deputato per Sudbury. La fontana è tutelata statutariamente e riconosciuta nella categoria principale, iniziale (Grado II). 

### Residenti notevoli
Le sue case furono affittate da Alexander Hamilton, X duca di Hamilton, Sir Brook Bridges, III baronetto, Henry Pelham-Clinton, IV duca di Newcastle-under-Lyne, George Keppel, VI conte di Albemarle, Sir Charles Asgill, I baronetto e William Henry Percy. Alexander Duff, I duca di Fife, mantenne la sua casa londinese al n. 15.

## Case notevoli
Circa un terzo del lato nord è nello schema di categoria legale, descritto sopra ma nella categoria più rara e più alta, Grado I.
- No.s 11–15 costruita nel 1773–1776 dall'architetto James Wyatt assieme a suo fratello Samuel Wyatt. Prime case in cui venne utilizzata la pietra di Coade. Demolita nel XX secolo.
- No. 20 – Home House, costruita da Robert Adam tra il 1773 e il 1777 per Elizabeth, contessa di Home, e poi ulilizzata dal Courtauld Institute.
- No. 22 – Montagu House, costruita nell'angolo nord-ovest della piazza da James Stuart tra il 1777 e il 1781 per Elizabeth Montagu, demolita da una bomba incendiaria durante la seconda guerra mondiale.
- No. 30 – Churchill Hotel, incorporante il ristorante Locanda Locatelli stellato Michelin. Fu acquistata con un contratto di locazione a lungo termine come abitazione da George Keppel, nipote di George Keppel, VI conte di Albemarle e marito di Alice Keppel, amante di Re Edoardo VII.

## Galleria d'immagini

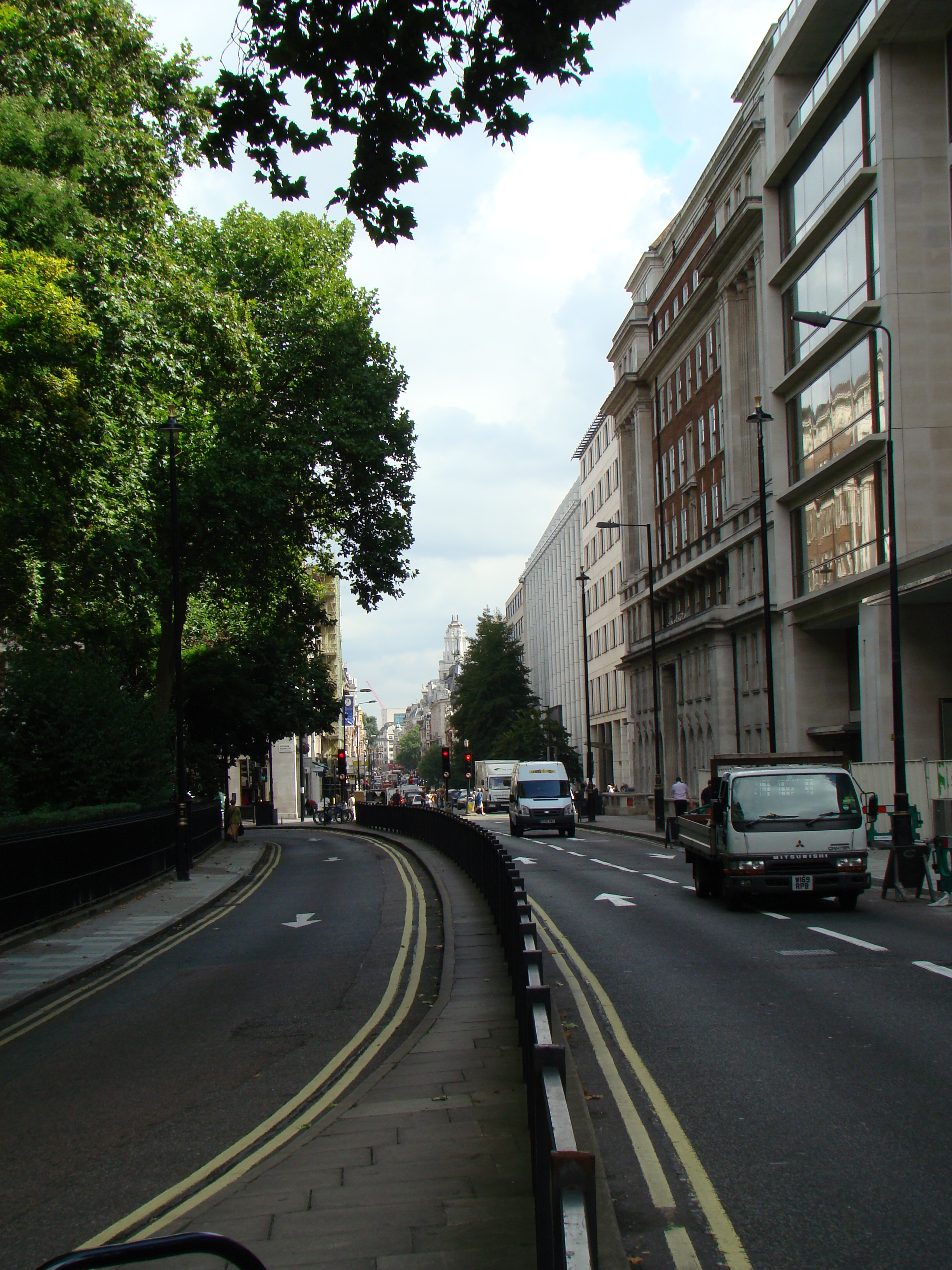
Vista laterale del lato sud nel 2008, che mostra il sistema di traffico dispari sostituito 2013
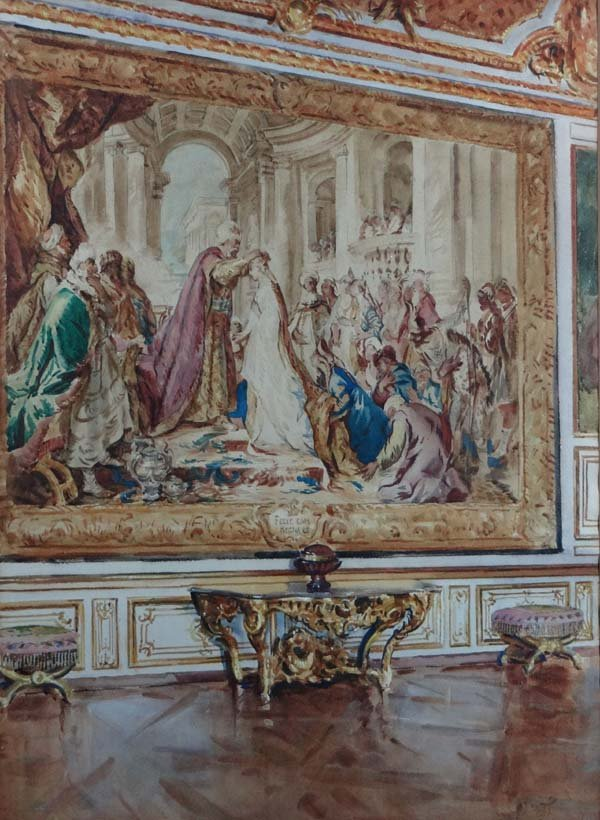
La sala da pranzo del n. 20 nel 1913